# 山中常諦
山中 常諦（やまなか つねあき、生年不詳 - 1727年7月11日（享保12年5月23日））は、日本の江戸時代の庄屋。藤屋市兵衛の次男、母は不詳、前名を頼貞という、通称は（5代目）吉和屋彌右衛門と称した。
墓所は広島市佐伯区の光禅寺境内墓地にあり、法号は釋常諦信士。

## 生涯
山中常有は妻との間に3人の男子を儲けるも3人とも早世したために、常有の長女の婿養子となった。1709年（宝永6年）11月に山中常有が没したために家督を相続し山中常諦と改め（5代目）吉和屋彌右衛門と称した。
常諦以降の歴代の吉和屋（山中家）の当主は吉和屋彌右衛門の通称を継承し塩浜経営を行ったが、江戸後期に入ると塩田不況により、有力な浜主も塩浜をやむなく手放さざるを得なくなり、海老塩浜の塩浜も衰退していき、天保年間には吉和屋（山中家）は塩田不況の影響により塩浜経営に失敗し、多額の借金を背負ったために没落への道を辿る事になった。